# Gare de Belleville-sur-Saône
Gare de Belleville-sur-Saône – stacja kolejowa w Belleville, w departamencie Rodan, w regionie Owernia-Rodan-Alpy, we Francji.
Została otwarta w 1854 roku przez Compagnie du chemin de fer de Paris à Lyon (PL). Jest stacją Société nationale des chemins de fer français (SNCF), obsługiwaną przez pociągi TER Rhône-Alpes.